# Uwe Messerschmidt
Pour les articles homonymes, voir Messerschmidt.
Uwe Messerschmidt (né le 22 janvier 1962 à Schwäbisch Gmünd) est un coureur cycliste allemand.Champion du monde de la course à points juniors en 1980, il a été médaillé d'argent de cette discipline aux Jeux olympiques de 1984 à Los Angeles et aux championnats du monde amateurs de 1987.

## Palmarès

### Jeux olympiques
- Los Angeles 1984
  -  Médaillé d'argent de la course aux points
- Séoul 1988
  - 6e de la course aux points[1]

### Championnats du monde amateurs
- Vienne 1987
  -  Médaillé d'argent de la course aux points amateurs

### Championnats du monde juniors
- 1980
  -  Champion du monde de la course à points juniors

### Coupe du monde
- 1995
  - 1er de l'américaine à Cottbus (avec Andreas Beikirch)
  - 2e de l'américaine à Manchester

### Championnats nationaux
- Champion d'Allemagne de l'américaine amateurs en 1985, 1986, 1987 et 1988 (avec Manfred Donike jr. (de))
- Champion d'Allemagne de poursuite par équipes amateurs en 1987, 1990 et 1991
- Champion d'Allemagne de l'américaine en 1995 et 1996 (avec Andreas Beikirch)

## Palmarès sur route
- 1983
  - Stuttgart-Strasbourg
- 1987
  - Tour de Düren
  - 2e étape du Tour de Basse-Saxe
- 1990
  - 9e étape du Tour de Basse-Saxe